# Thomas Pridgen
Thomas Pridgen (El Cerrito, 23 novembre 1983) è un batterista statunitense.

## Carriera
Proveniente da El Cerrito, in California, Thomas Pridgen è il più giovane batterista ad aver ottenuto l'endorsement da parte della Zildjian all'età di 10 anni, e all'età di quindici anni ha ricevuto una borsa di studio dalla Berklee School of Music.
Dal principio del 2007 il nuovo batterista dei The Mars Volta, dopo che il gruppo nel corso dell'anno precedente ha dovuto cambiare tre batteristi differenti prima di approdare alla scelta per il momento definitiva di Thomas Pridgen.
Tra il 2007 ed il 2009 ha collaborato per tre dischi con Omar Rodríguez-López.
Nel 2009 ha formato un altro gruppo chiamato The Memorials con alcuni amici. L'eponimo album d'esordio è uscito nel gennaio 2011.
Ha collaborato con Brent Hinds (Mastodon), Ben Weinman (The Dillinger Escape Plan) e Eric Avery (Jane's Addiction) nella formazione del gruppo Giraffe Tongue Orchestra, attivo dal 2011. Tuttavia, nel 2012 lascia questa band e viene sostituito da Jon Theodore.
Nel 2013 collabora di nuovo con Omar Rodríguez-López per Equinox.
Nel marzo 2014 entra nella line-up dei Suicidal Tendencies.